# Igualita a mí (película de 2022)
Igualita a mí es una película cómica peruana de 2022 dirigida por Felipe Martínez Amador y escrita por Juan Vera, Daniel Cuparo y Mariano Vera. Es la adaptación de la película argentina homónima, y protagonizada por Carlos Alcántara y Daniela Camaiora.
Se estrenó el 16 de junio de 2022 en los cines peruanos.

## Sinopsis
Freddy (Carlos Alcántara), un soltero de 48 años sin hijos, que sigue viviendo como un adolescente.[cita requerida] Le encanta quedarse despierto toda la noche, se cree un niño y es un eterno seductor de treintañeras.[cita requerida] Una noche conoce a Aylín (Daniela Camaiora), una chica de 30 años, que llega a Lima, y lo sorprende que cree que es su hija.[cita requerida] Tras la prueba de ADN, el resultado confirma, no solo que él es su padre, sino que Aylín está embarazada de su exnovio ¡padre y futuro abuelo de la noche a la mañana!.[cita requerida]
La vida de Freddy da un giro de 180 grados cuando menos lo esperaba. ¿Estarás preparado para todo lo que venga?.

## Elenco
Los actores que participan en esta película son:
- Carlos Alcántara
- Daniela Camaiora
- Andrea Luna
- Renato Rueda
- Gonzalo Torres
- Gustavo Bueno
- Anahí de Cárdenas
- Maju Mantilla
- Malory Vargas
- Melissa Paredes[6]
- Sonia Seminario

## Producción
El rodaje comenzó a fines de octubre de 2019 y duró 5 semanas en total. Contó con la presencia de la modelo y actriz Melissa Paredes quién se sumó al elenco de la película, pese a las críticas y no tener buen recibimiento del público por haber protagonizado un escándalo mediático en el año 2021.

## Recepción
Igualita a mí estaba programada para estrenarse en agosto de 2020 en los cines peruanos, pero fue cancelada debido a la pandemia de COVID-19. Finalmente, se estrenó el 16 de junio de 2022 en los cines peruanos.